# Bangana
Bangana és un gènere de peixos de la família dels ciprínids i de l'ordre dels cipriniformes.

## Taxonomia
- Bangana almorae (Chaudhuri, 1912)
- Bangana behri (Fowler, 1937)[2]
- Bangana brevirostris (Liu & Zhou, 2009)[3]
- Bangana decorus (Peters, 1881)[4]
- Bangana dero (Hamilton, 1822)[5]
- Bangana devdevi (Hora, 1936)
- Bangana diplostoma (Heckel, 1838)
- Bangana elegans (Kottelat, 1998)[6]
- Bangana lemassoni (Pellegrin & Chevey, 1936)[7]
- Bangana lippus (Fowler, 1936)[8]
- Bangana sinkleri (Fowler, 1934)[9]
- Bangana tonkinensis (Pellegrin & Chevey, 1934)[10]
- Bangana wui (Zheng & Chen, 1983)[11]
- Bangana xanthogenys (Pellegrin & Chevey, 1936)[12]
- Bangana zhui (Zheng & Chen, 1989)[13][14][15][16][17][18][19]